# Latur (stad)
Latur is een nagar panchayat (plaats) in het district Latur van de Indiase staat Maharashtra. 

## Demografie
Volgens de Indiase volkstelling van 2001 wonen er 299.828 mensen in Latur, waarvan 52% mannelijk en 48% vrouwelijk is. De plaats heeft een alfabetiseringsgraad van 70%. 

## Bekende inwoners van Latur

### Geboren
- Riteish Deshmukh (1978), acteur en filmproducent